# Synagogenbezirk Ahlen
Der Synagogenbezirk Ahlen mit Sitz in Ahlen, heute eine Stadt im Kreis Warendorf in Nordrhein-Westfalen, wurde nach dem Preußischen Judengesetz von 1847 geschaffen. 
Der Synagogenbezirk umfasste Mitte des 19. Jahrhunderts neben der Jüdischen Gemeinde Ahlen auch die Juden in Drensteinfurt und später auch die aus Sendenhorst und Herbern.